# Kontrafał
Kontrafał (niderholer) – element olinowania ruchomego. Lina służąca do opuszczania bądź zrzucania ruchomych elementów ożaglowania, omasztowania lub innych np. płetwy sterowej. Jest liną o działaniu przeciwnym do fału. Stosowana tam, gdzie siła ciężkości nie wystarcza, aby opuścić element uprzednio podniesiony przy użyciu fału. W przypadku ożaglowania biegnie od rogu fałowego w dół i służy do ściągnięcia żagla na pokład.